# 中川村
中川村（なかがわむら）は、長野県上伊那郡の南部に位置する村。「日本で最も美しい村」連合に加盟しており、「陣馬形山」、「段丘と里山のある景観」、「四徳地区と四徳川の景観」が登録地域資源である。

## 地理

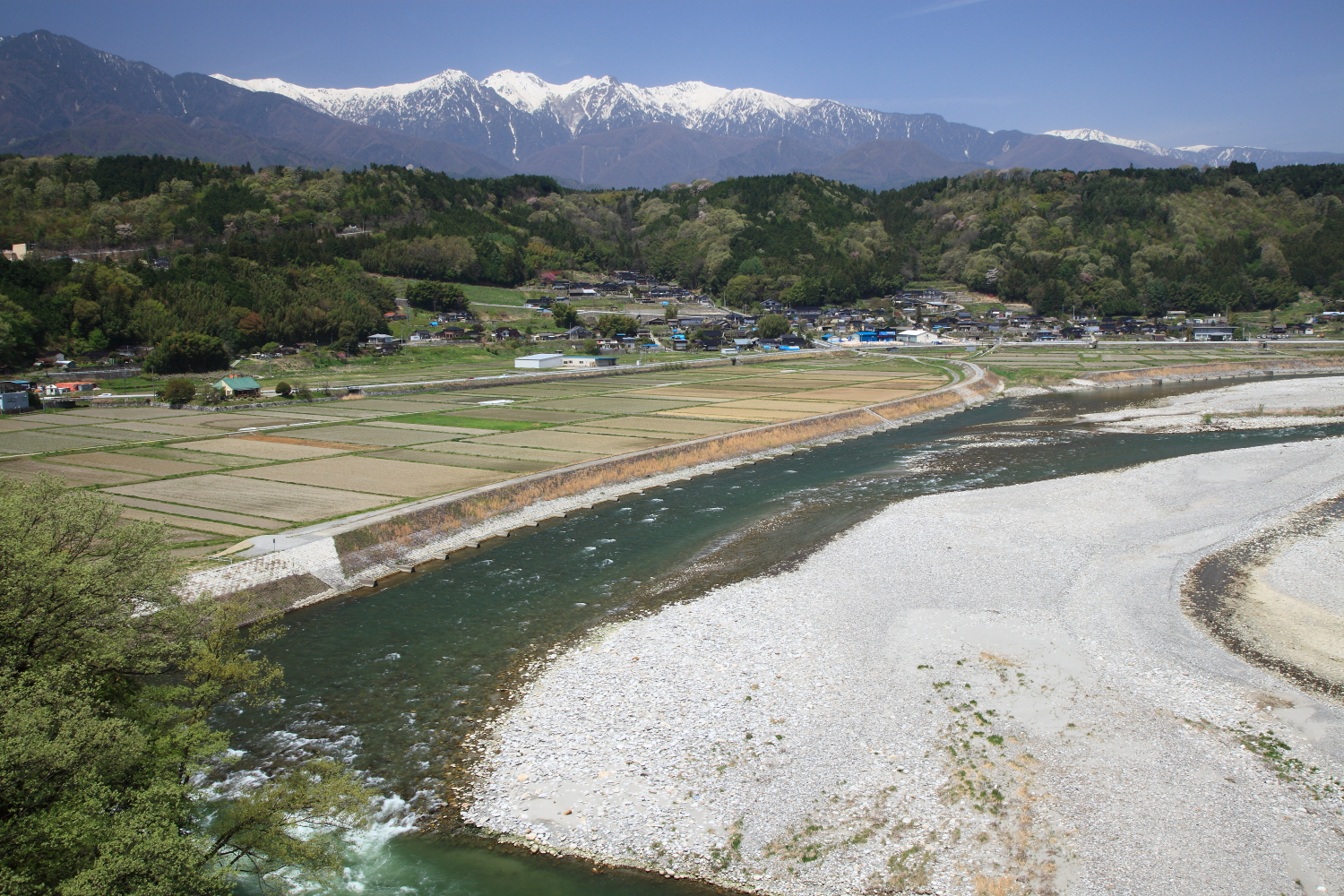
牧ヶ原橋より望む中川村の風景

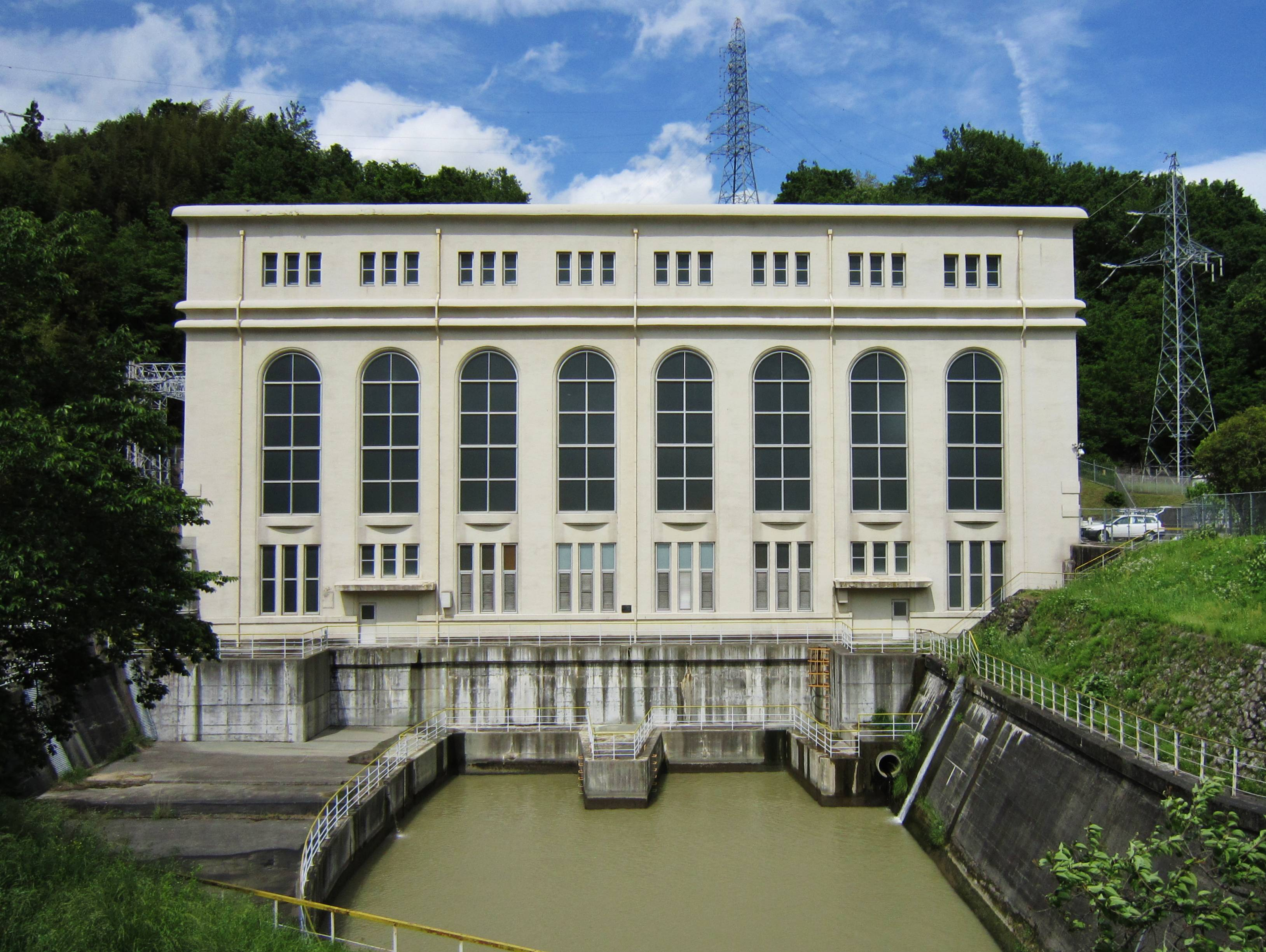
南向発電所

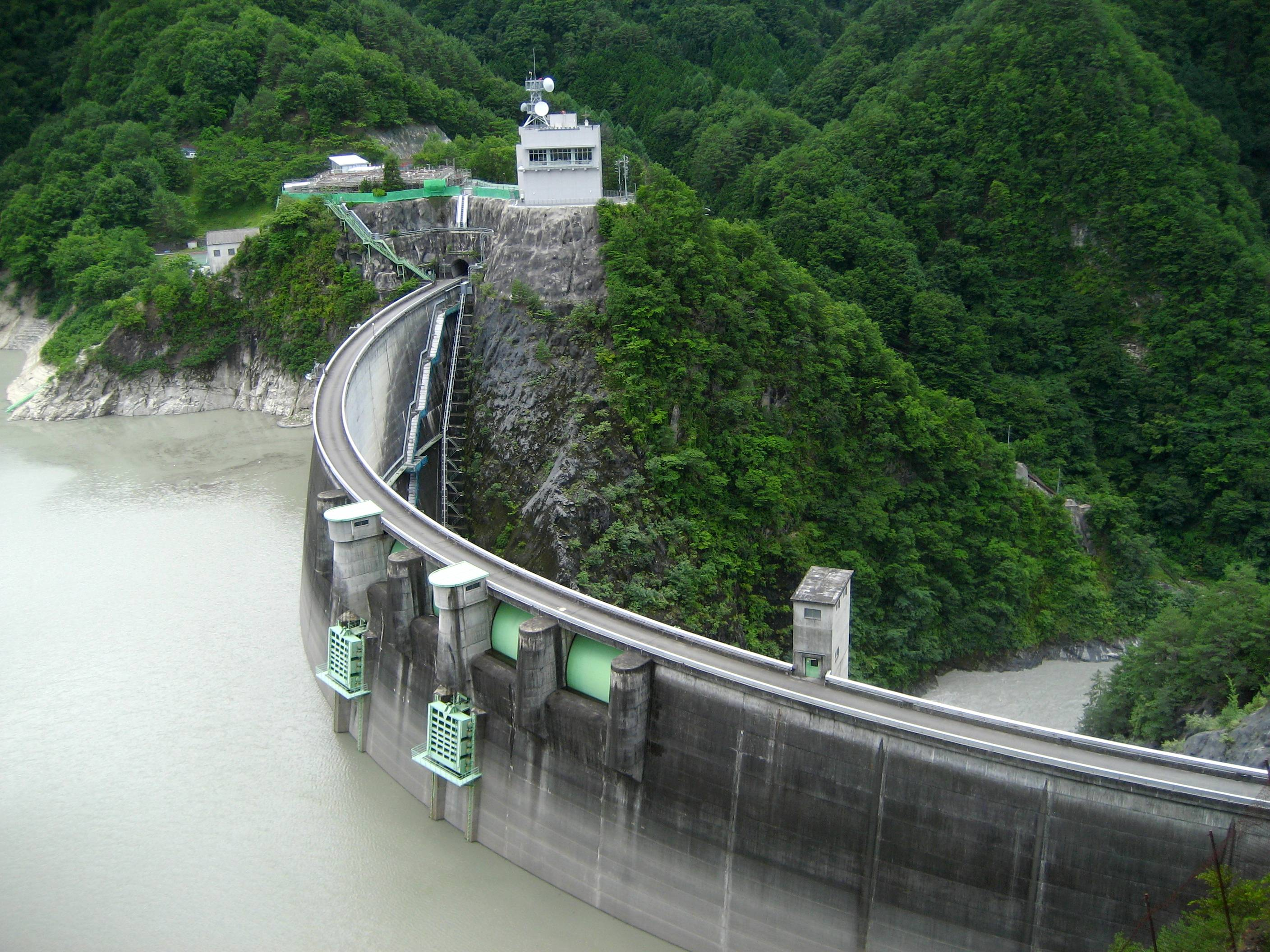
小渋湖

### 地形

#### 山岳
主な山岳
- 陣馬形山

#### 河川
主な河川
- 天竜川
- 小渋川

#### 湖沼
- 小渋湖

### 地域
- 南向地区(天竜川の東側）
- 片桐地区（天竜川の西側）

### 人口
| |                                        |  |
| 中川村と全国の年齢別人口分布（2005年） | 中川村の年齢・男女別人口分布（2005年） |  |
| ■紫色 ― 中川村 ■緑色 ― 日本全国 | ■青色 ― 男性 ■赤色 ― 女性              |  |
| 中川村（に相当する地域）の人口の推移 \| 1970年（昭和45年） \| 5,816人 \| \| \| 1975年（昭和50年） \| 5,496人 \| \| \| 1980年（昭和55年） \| 5,524人 \| \| \| 1985年（昭和60年） \| 5,578人 \| \| \| 1990年（平成2年） \| 5,518人 \| \| \| 1995年（平成7年） \| 5,514人 \| \| \| 2000年（平成12年） \| 5,475人 \| \| \| 2005年（平成17年） \| 5,263人 \| \| \| 2010年（平成22年） \| 5,074人 \| \| \| 2015年（平成27年） \| 4,850人 \| \| \| 2020年（令和2年） \| 4,651人 \| \| |                                        |  |
| 総務省統計局 国勢調査より |                                        |  |
| 1970年（昭和45年） | 5,816人                                |  |
| 1975年（昭和50年） | 5,496人                                |  |
| 1980年（昭和55年） | 5,524人                                |  |
| 1985年（昭和60年） | 5,578人                                |  |
| 1990年（平成2年） | 5,518人                                |  |
| 1995年（平成7年） | 5,514人                                |  |
| 2000年（平成12年） | 5,475人                                |  |
| 2005年（平成17年） | 5,263人                                |  |
| 2010年（平成22年） | 5,074人                                |  |
| 2015年（平成27年） | 4,850人                                |  |
| 2020年（令和2年） | 4,651人                                |  |

### 隣接自治体
長野県
- 駒ヶ根市
- 上伊那郡：飯島町
- 下伊那郡：松川町
- 下伊那郡：大鹿村

## 歴史

### 近現代

#### 昭和時代
- 1958年（昭和33年）8月1日 - 片桐村・南向村が合併して発足し、現在に至っている。
- 1959年（昭和34年）3月2日 - 村章を制定[2]。

## 政治

### 行政

#### 村長
- 村長：宮下 健彦（2017年5月13日就任、2期目）

前村長による無防備都市宣言の発議
2010年1月29日、前村長の曽我逸郎が行政公式ホームページを利用して、中川村の無防備都市宣言を公式に発議した。
「村長からのメッセージ」によれば、曽我の発議のきっかけは在日米軍基地の再編問題であると述べている。その上で、無防備都市宣言は「あちこちが基地候補地としてとりざたされる状況において、市町村の側から先手を打って意思表明をすることができる」「日本国憲法の根本精神に則った宣言である」という自説を展開し、新しい時代を切り開くべき時だと主張している。
宣言に至るまでの道筋について、曽我は「事の性質上」から、住民の側から議論が起こり、署名が集まり、住民からの直接請求を受け議会で審議する、というのが理想的だと、発議者である自身は主たる役割を担わないことを表明している。曽我によれば中川村の有権者数は4300人足らずであるから、86人の署名で地方自治法が定める直接請求条件（有権者の50分の1）をクリアするとのことである。

## 施設

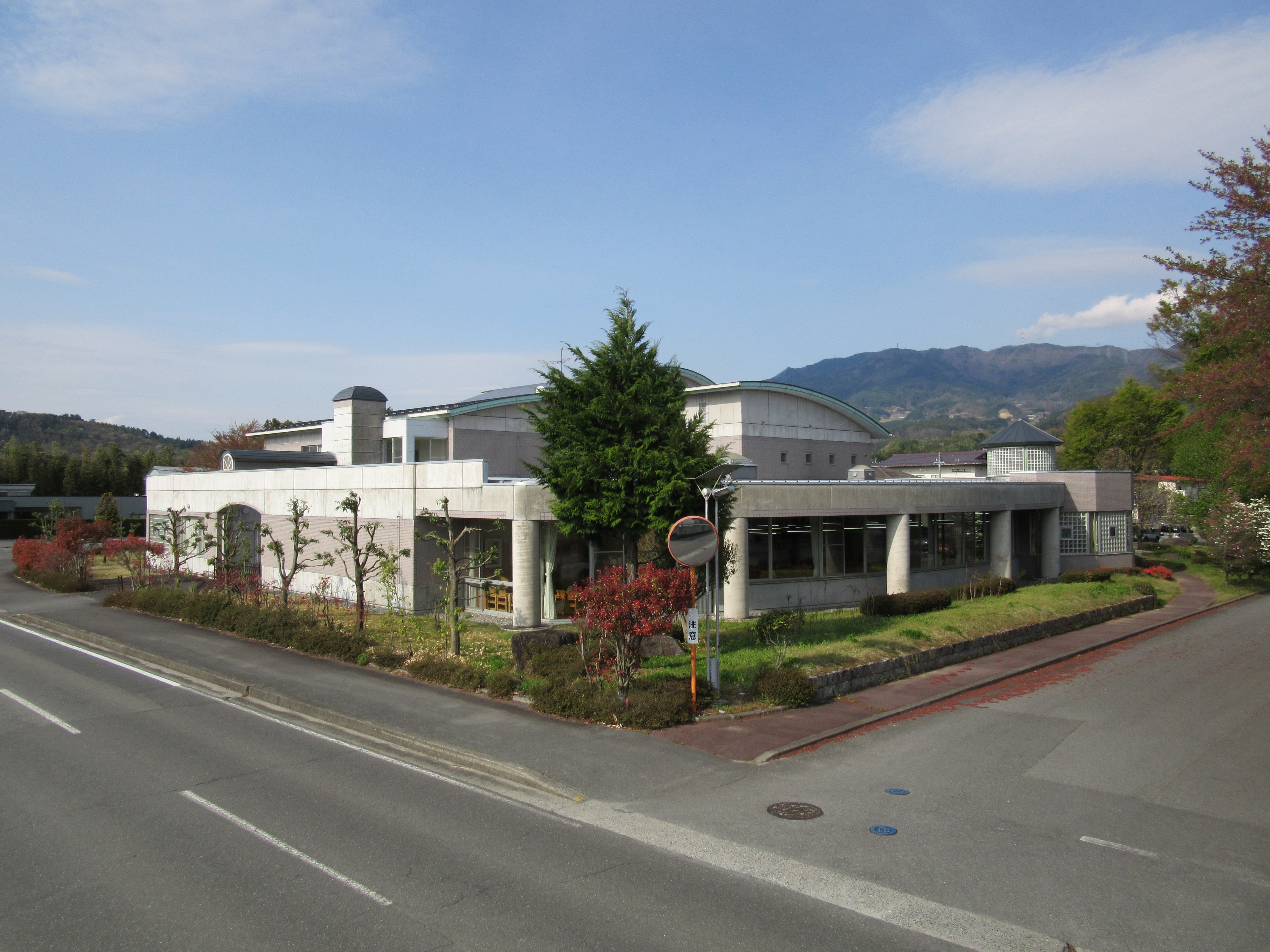
中川村文化センター・図書館

### 警察
- 駒ヶ根警察署中川村警察官駐在所

### 郵便局
主な郵便局
- 中川郵便局
- 田島郵便局

### 文化施設
- 中川村文化センター

#### 図書館
- 中川図書館 - 中川村文化センター内に所在

#### 博物館
- ハチ博物館
- 中川村歴史民俗資料館

#### 美術館
- アンフォルメル中川村美術館

### 運動施設
- 中川村社会体育館
- 中川村武道館
- 中川村グラウンド

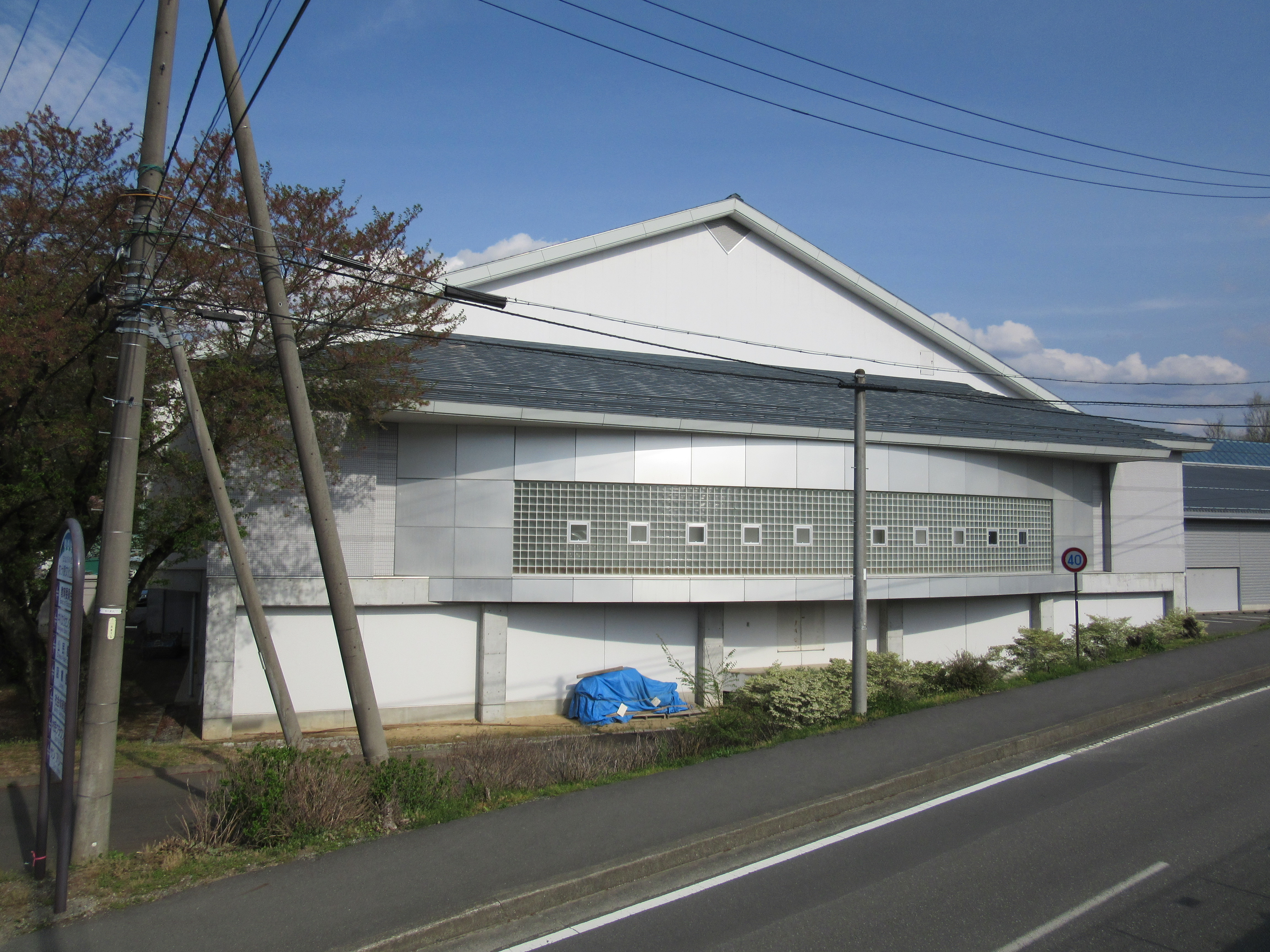
中川村体育館
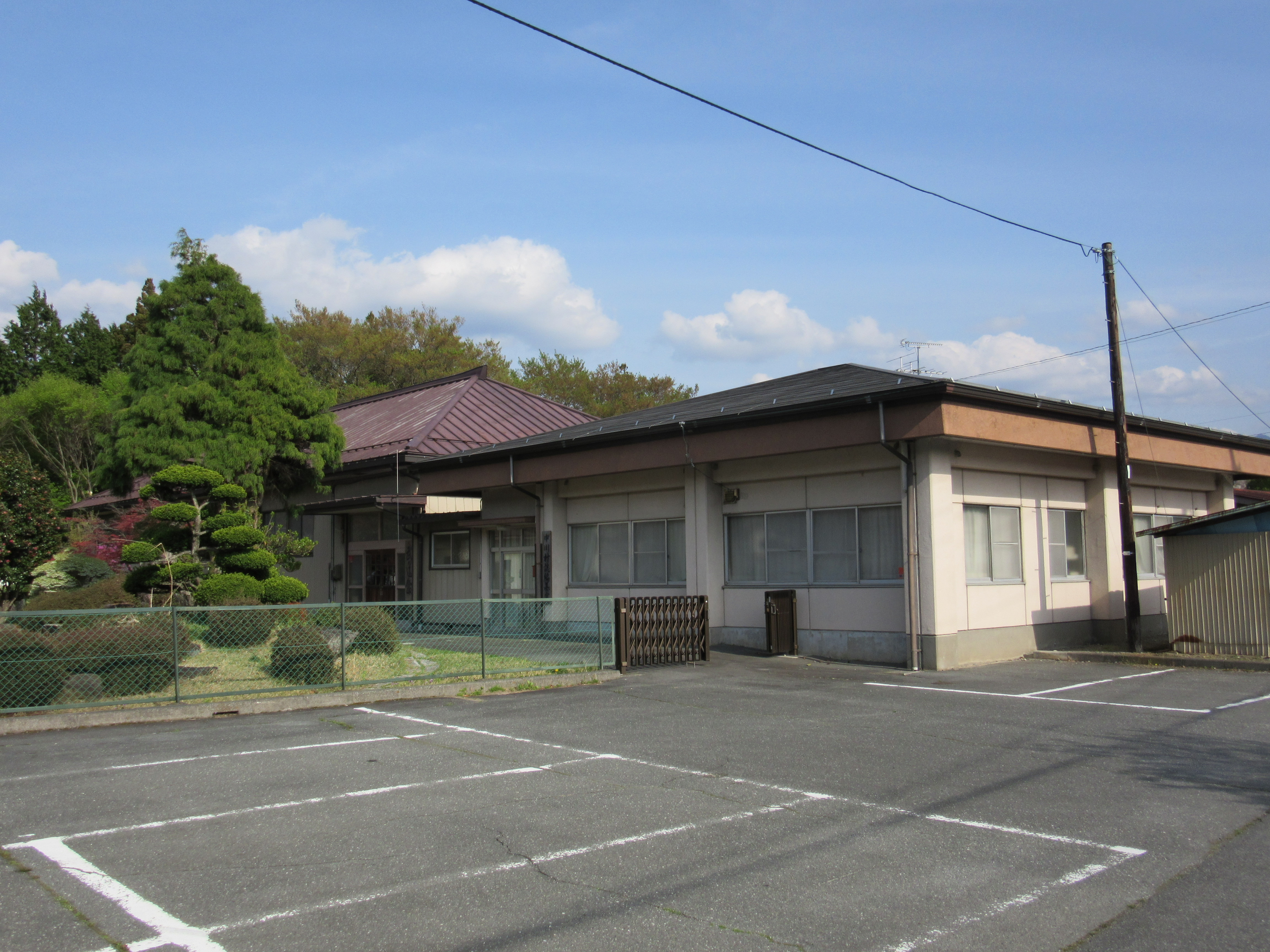
中川村武道館
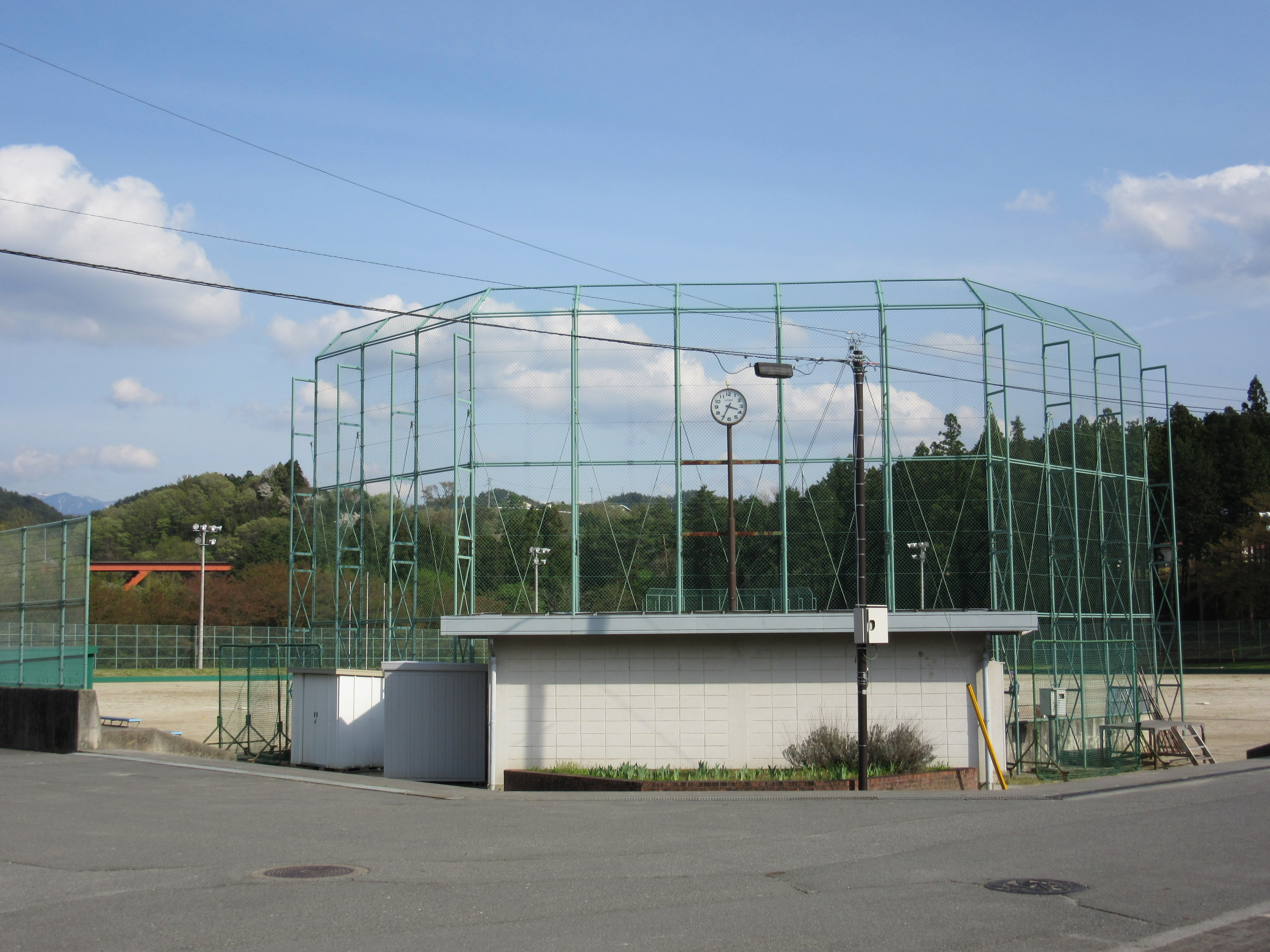
中川村グラウンド

## 経済

### 第一次産業

#### 農業
農業協同組合
- 上伊那農業協同組合（JA上伊那）
  - 中川支所
  - 中川支所種菌センター

### 第二次産業

#### 醸造業
- 米澤酒造

### 第三次産業

#### 商業
主な商業施設
- チャオ生鮮食品館
- みなかた食品館

## 情報・通信

### マスメディア

#### 中継局
- 中川村内テレビ中継局（廃局）

#### ケーブルテレビ局
- エコーシティー・駒ヶ岳

## 対外関係

### 姉妹都市・提携都市

#### 国内
姉妹都市
- 中川町 （北海道 上川総合振興局 中川郡）
1981年（昭和56年）6月1日 姉妹都市提携締結

提携都市
- 天白区（中部地方 愛知県 名古屋市）
1988年（昭和63年）11月19日 ふれあい協定提携締結

その他
- 日本で最も美しい村連合
美しい村づくり、ロゴマークの活用、サポーター会員制度、イベントの開催、広報活動を行っている地方自治体や地域の連合体に参加している。

## 教育

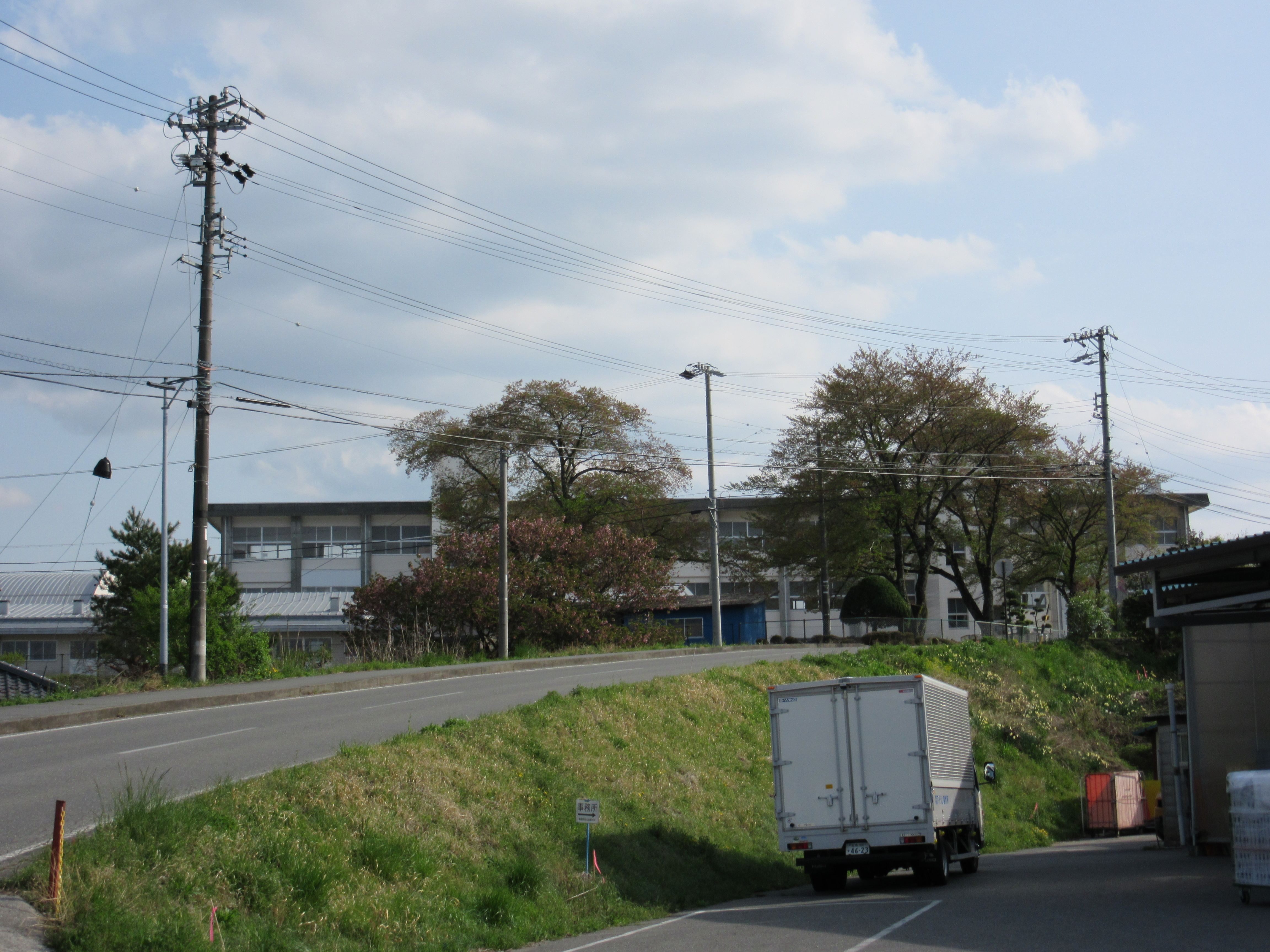
中川中学校

### 中学校
村立
- 中川村立中川中学校

### 小学校
村立
- 中川村立中川西小学校
- 中川村立中川東小学校

## 交通

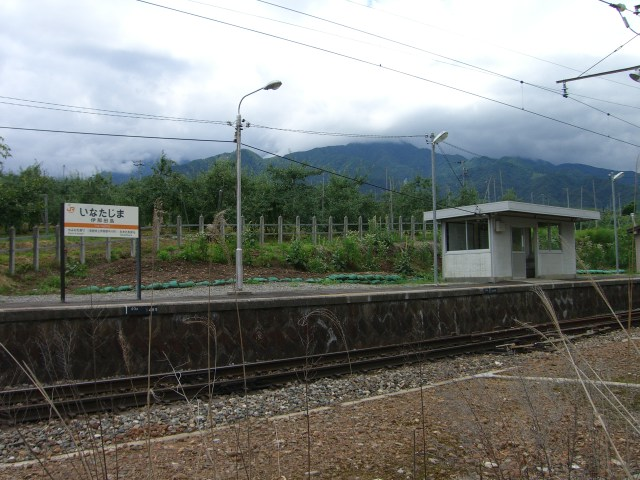
伊那田島駅

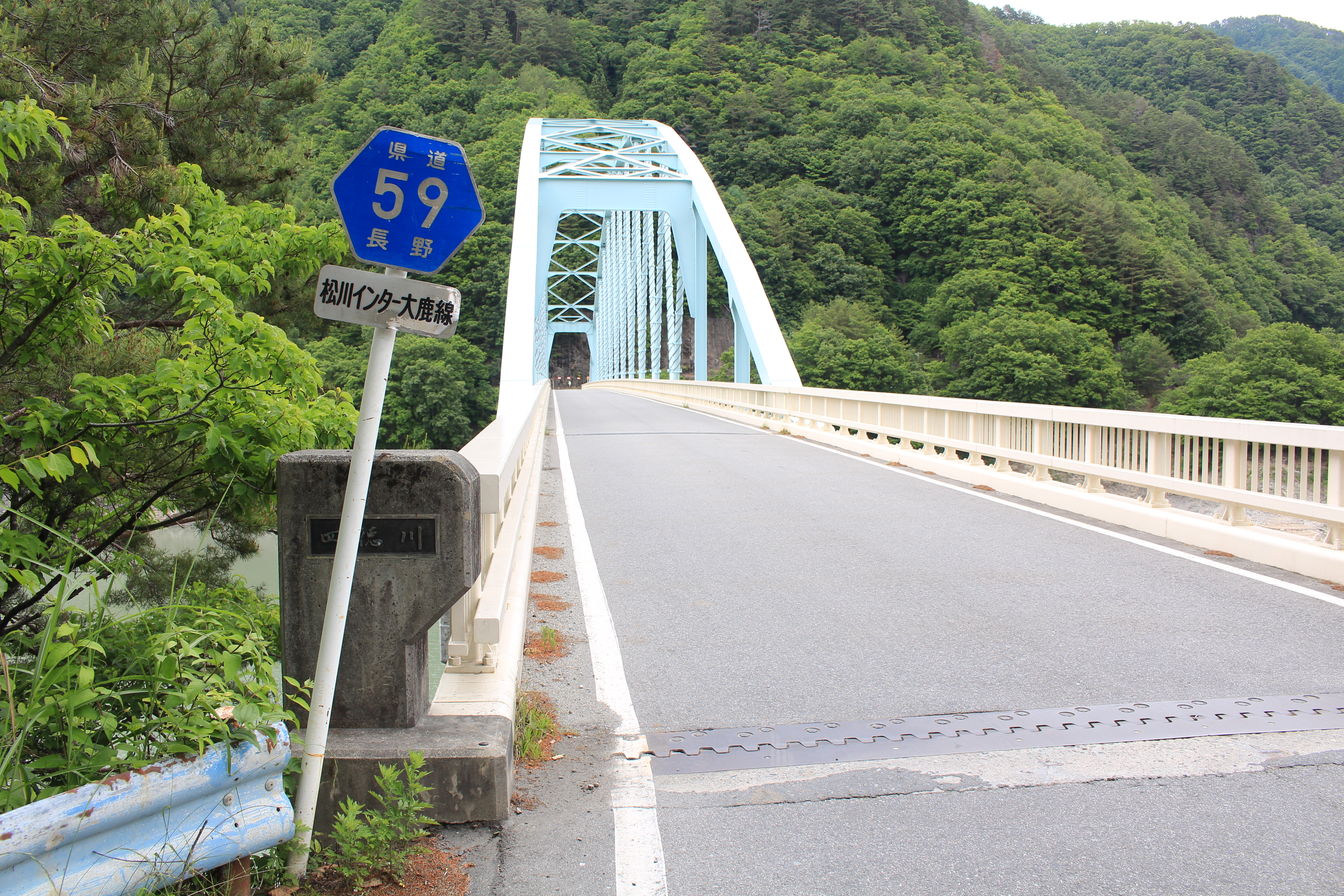
四徳大橋

### 鉄道
伊那田島駅が村内唯一の駅だが、村の中心部からは大きく離れている。

#### 鉄道路線
東海旅客鉄道（JR東海）
■飯田線：- 伊那田島駅 -

### バス

#### 路線バス
- 中川村営巡回バス「のっチャオ」

### 道路

#### 国道
- 国道153号

#### 県道
主要地方道
- 長野県道18号伊那生田飯田線
- 長野県道59号松川インター大鹿線

一般県道
- 長野県道210号西伊那線
- 長野県道217号大草坂戸線
- 長野県道218号北林飯島線

## 観光

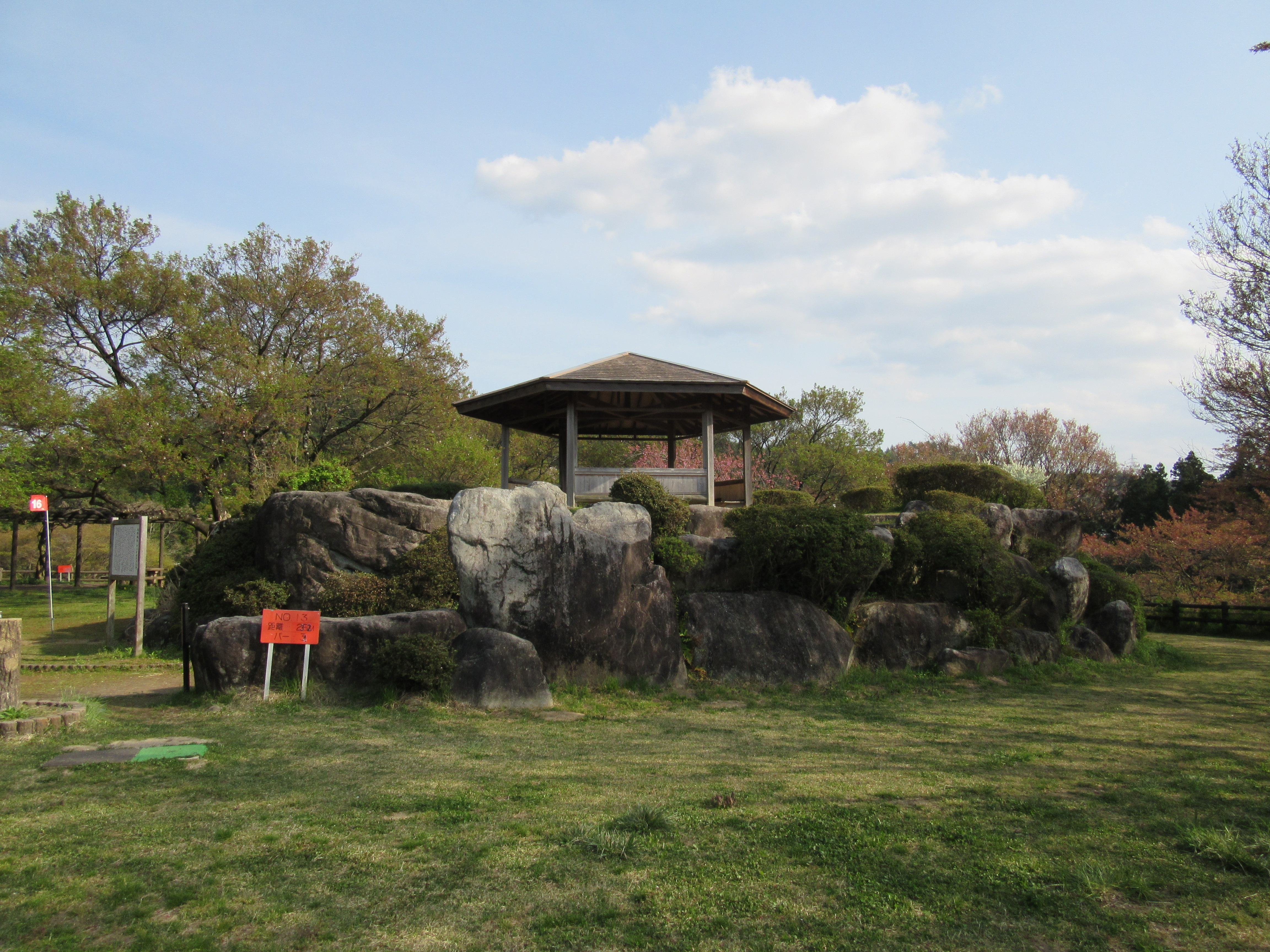
大草城址公園

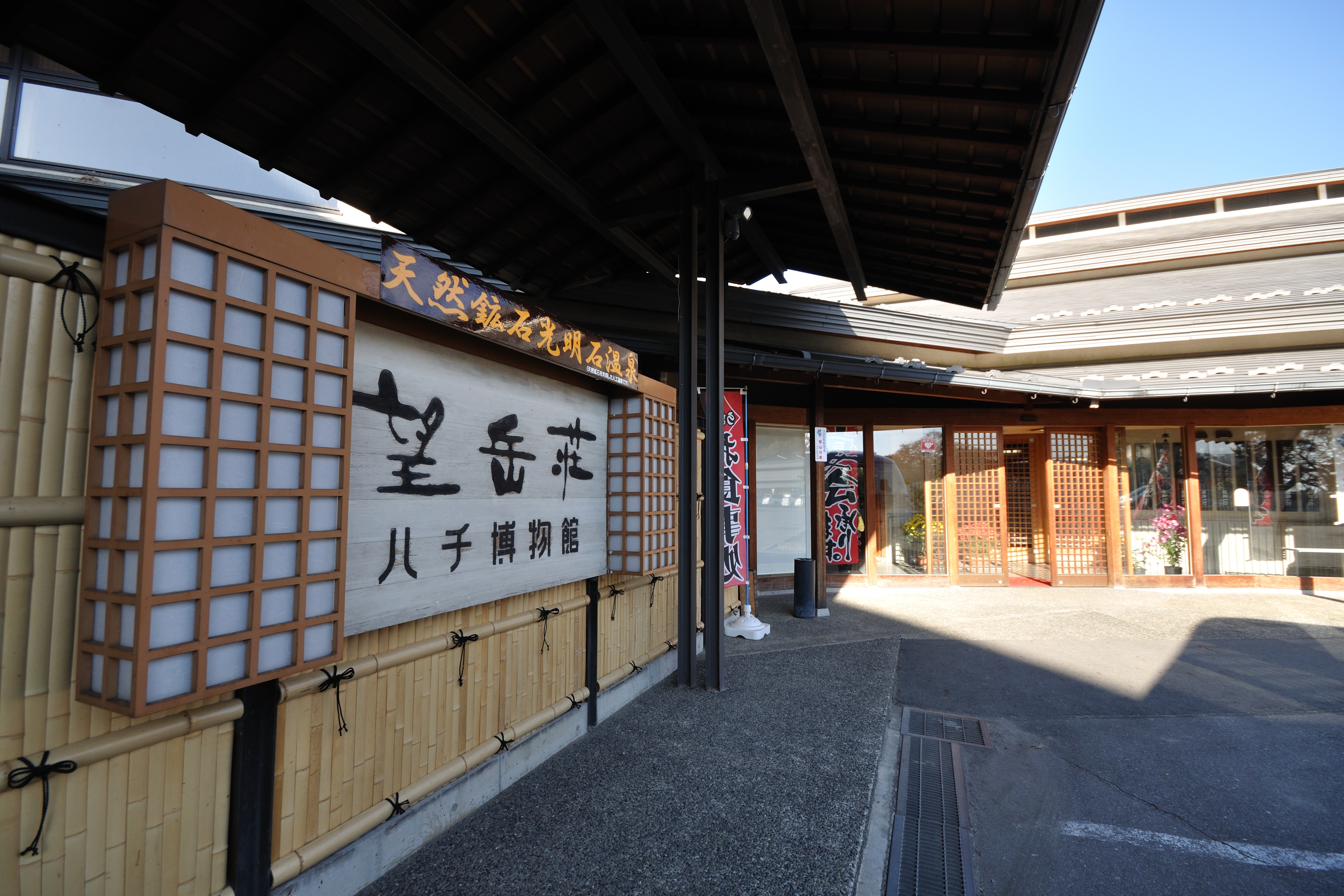
望岳荘

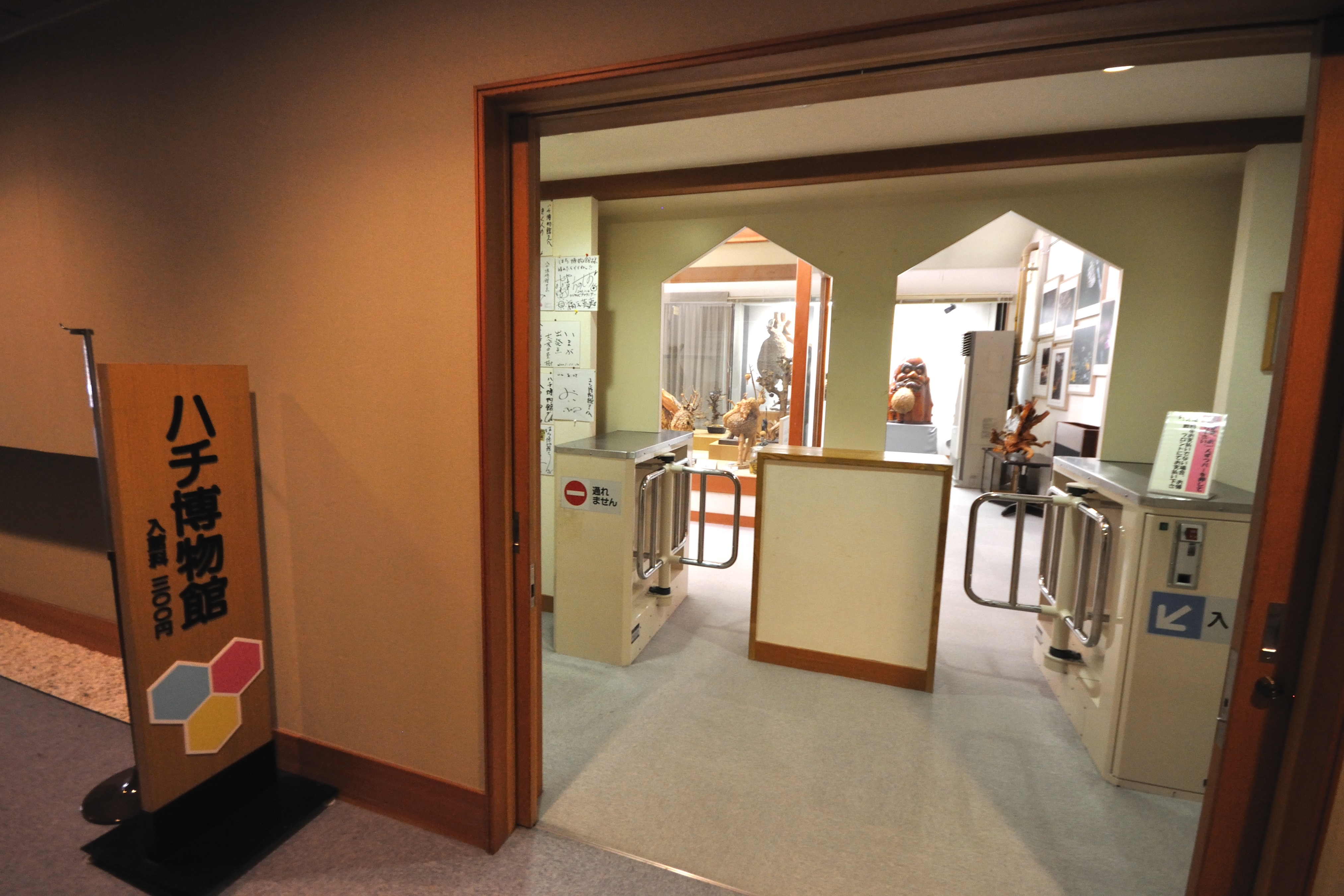
長大なハチの巣、全長4.1メートル（ハチ博物館）

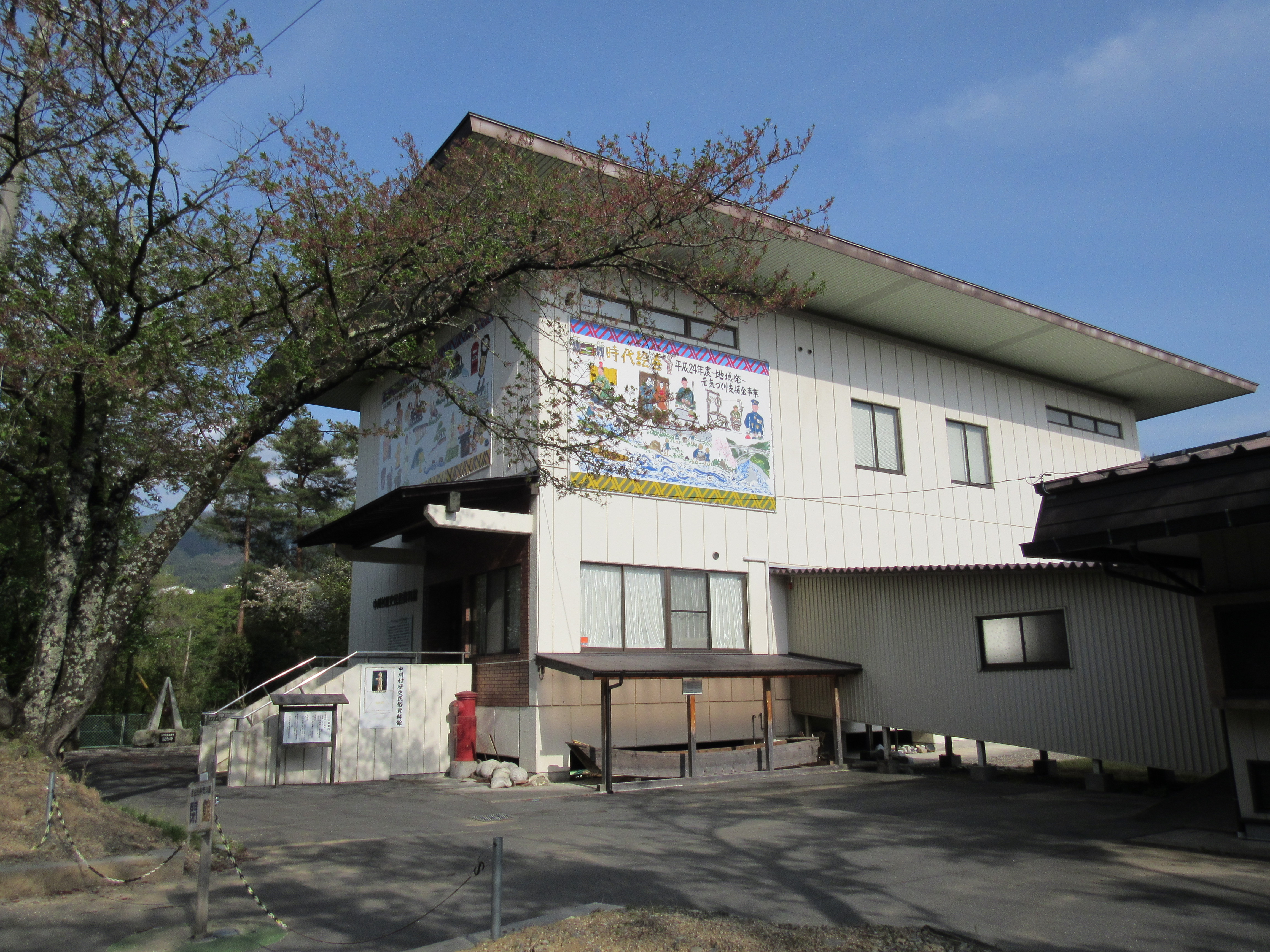
中川村歴史民俗資料館

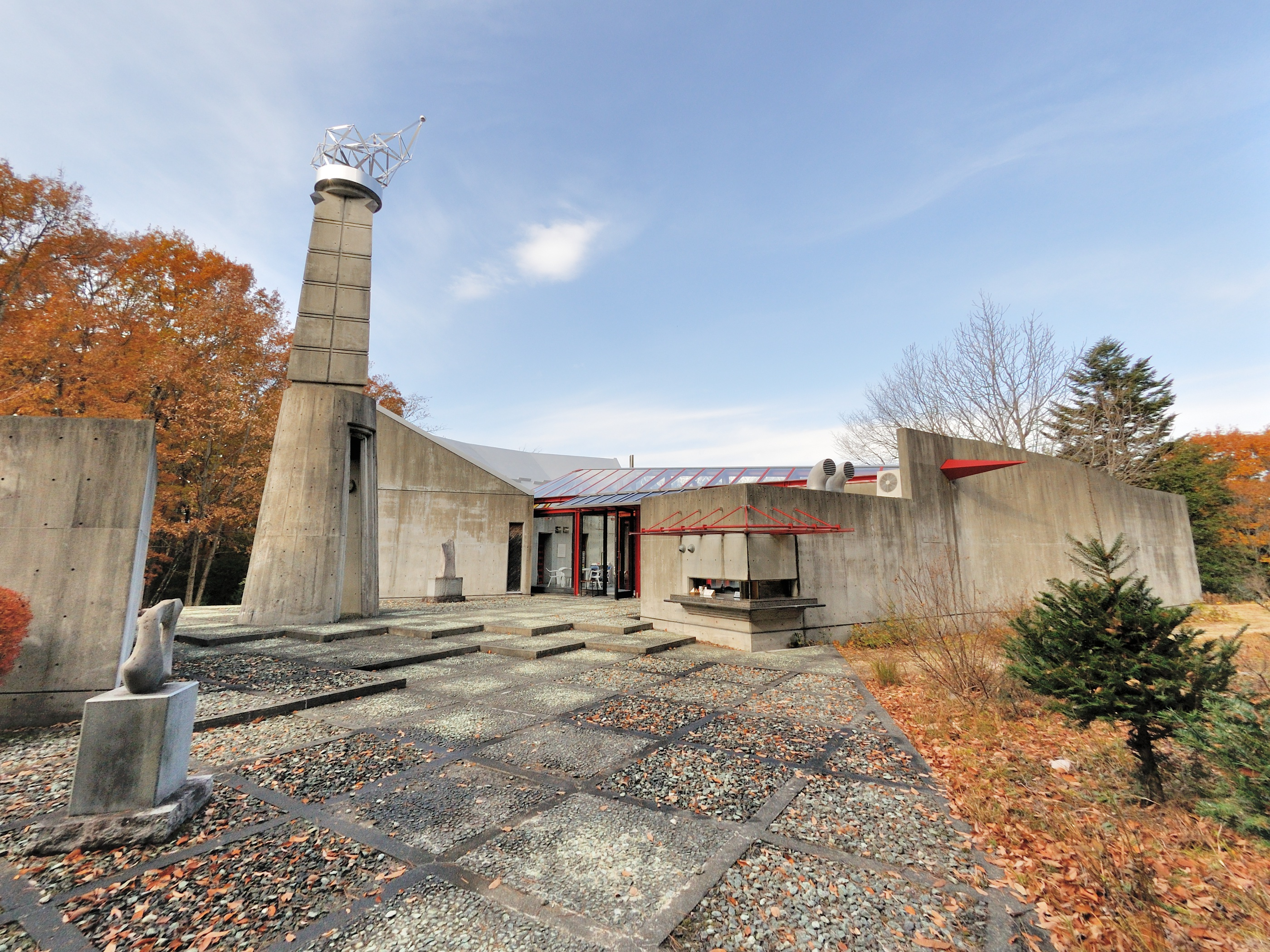
アンフォルメル中川村美術館

### 名所・旧跡
主な城郭
- 大草城
- 片切城（舟山城址）

主な神社
- 上宮外縣神社 - 建御名方神を祀る神社
- 風三郎神社
- 栢森神社 - かやもりじんじゃ
- 諏訪神社 - 片桐氏発祥の地
- 松村神社
- 四ツ宮神社

主な史跡
- 陣馬形山（武田信玄狼煙台）
- 理兵衛堤防
- 銭不動

その他
- 坂戸橋（国指定重要文化財）
- 養命酒発祥の地

### 観光スポット
温泉
- 小渋湖温泉
- 四徳温泉
  - 森林体験館

文化施設
- ハチ博物館 - 望岳荘内にあるハチをテーマにした博物館
- 銀河ドーム（天体観測施設）
- 中川はちみつ工房
- アンフォルメル中川村美術館
- 中川村歴史民俗資料館

観光スポット
- 中西の桜
- 石神の松
- 望岳荘
  - 村営（3セク経営）の宿泊施設
- 坂戸峡
  - 坂戸橋（国指定重要文化財）
- 小渋峡
  - 小渋ダム

## 文化・名物

### 祭事・催事
主な祭事・催事
- アトリエ開放展 - 中川村在住（移住者）のアーティストや工芸家たちによる合同芸術祭
- ふるさとフェスティバル・IN・なかがわ
- 小渋祭り
- 歩け走ろう大会
- 八幡神社の祭礼
- 上宮外県神社御柱祭り
- 栢森八幡秋の祭礼
- 横山社春の祭礼
- 中川どんちゃんまつり

### 名産・特産
- ハチミツ

## 出身関連著名人
- 塩沢幸一 - 軍人。唯一の内陸県出身の海軍大将。
- 塩澤護 - 実業家。養命酒製造社長。
- 大工原銀太郎 - 農学者。九州帝国大学総長。同志社大学総長。
- 中沢臨川 - 文芸評論家・電気工学者。塩沢家出身。
- 戸枝弘 - 作詞家、歌人。「長野市市歌」などを作詞。
- りく - 村﨑太郎・次郎一門所属の猿。